# Атанасий Атонски
Свети Атанасий Атонски е източноправославен светец и ромейски монах, приеман за своеобразен учредител на монашеския живот на Атон. Оснавател на първия и главен манастир на Света гора – Великата лавра. Атанасий е най-известен като задател на общностния пустиножителен живот на монасите на Света гора, който продължава и понастоящем.
Произхожда от Трапезунд. При кръщението си е наречен Аврамий. От ранна детска възраст остава сирак. За възпитанието му се грижи благочестива инокиня.
След израстването си се мести в Константинопол, където се посвещава на наука. Влякло го служението на Бога, поради което става ученик на преподобния Михаил Малейн, след като бива подстриган в монашество под името Атанасий. След време отива в Света гора, където се отдава на труден аскетически живот, стараейки се да прикрие от останалите монаси своята начетеност и знания, но това се оказало невъзможно. Скоро след това се прочул със своя добродетелен монашески живот и знания. Мнозина започнали да му отдават почет и Атанасий се утвърдил като лидер на монашеската аскетска общност на полуострова. Личността му станала известна на видните по онова време имперски сановници и пълководци – Лъв и Никифор. След като Никифор II Фока става византийски император, подпомага щедро Атанасий в изграждането и разширяването на светогорските манастири и особено в издигането на Великата лавра (сега посветена на св. Атанасий Атонски).
Заради чудесата извършени от благочестивия монах Атанасий, той е канонизиран. 